# Dennis K. Chesney
Pour les articles homonymes, voir Chesney.
Dennis K. Chesney est un astronome américain.
C'est un découvreur prolifique d'astéroïdes. D'après le Centre des planètes mineures, il en a découvert 38 entre 1998 et 2000.

## Astéroïdes découverts
| (12583) Buckjean   | 11 septembre 1999 |
| (15064) 1999 AC4   | 10 janvier 1999   |
| (15074) 1999 BN14  | 25 janvier 1999   |
| (15471) 1999 BE5   | 19 janvier 1999   |
| (16030) 1999 FS3   | 19 mars 1999      |
| (16993) 1999 CC10  | 15 février 1999   |
| (20761) 2000 EA8   | 5 mars 2000       |
| (21809) 1999 TG19  | 15 octobre 1999   |
| (22895) 1999 TV5   | 6 octobre 1999    |
| (24096) 1999 VQ2   | 5 novembre 1999   |
| (24111) 1999 VY22  | 13 novembre 1999  |
| (25281) 1998 WP    | 16 novembre 1998  |
| (28197) 1998 XZ12  | 15 décembre 1998  |
| (31422) 1999 BE1   | 16 janvier 1999   |
| (31448) 1999 CO8   | 13 février 1999   |
| (35688) 1999 CD10  | 15 février 1999   |
| (38573) 1999 WA1   | 19 novembre 1999  |
| (40741) 1999 TD    | 1er octobre 1999  |
| (40747) 1999 TK5   | 2 octobre 1999    |
| (40992) 1999 UL1   | 18 octobre 1999   |
| (44714) 1999 TS5   | 6 octobre 1999    |
| (47055) 1998 XH5   | 10 décembre 1998  |
| (47135) 1999 EX2   | 8 mars 1999       |
| (47136) 1999 EA3   | 12 mars 1999      |
| (47593) 2000 AF204 | 12 janvier 2000   |
| (49484) 1999 BP15  | 27 janvier 1999   |
| (50864) 2000 GM2   | 5 avril 2000      |
| (53315) 1999 JD3   | 10 mai 1999       |
| (56328) 1999 WE    | 17 novembre 1999  |
| (59213) 1999 BO14  | 25 janvier 1999   |
| (59999) 1999 TP3   | 3 octobre 1999    |
| (60002) 1999 TU5   | 6 octobre 1999    |
| (66845) 1999 VE2   | 5 novembre 1999   |
| (66853) 1999 VH12  | 10 novembre 1999  |
| (70436) 1999 TT5   | 6 octobre 1999    |
| (91894) 1999 VH5   | 6 novembre 1999   |